# Fanklubben Den Gule Fare
Den Gule Fare er den officielle fanklub til fodboldklubben AC Horsens, som spiller i den danske Superliga. Fanklubben blev startet i 96/97 sæsonen, da AC Horsens lå i 2. division. Klubben blev samlet af værten på Radio Horsens, Jonas Rasmussen, der fik etableret klubben som en officiel fanklub til en generalforsamling. Klubben havde i 2007 ti års jubilæum.

## Eksterne links
- Den Gule Fare – officiel website Arkiveret 22. februar 2020 hos  Wayback Machine